# Graphonema scampae
Graphonema scampae is een rondwormensoort uit de familie van de Chromadoridae. De wetenschappelijke naam van de soort is voor het eerst geldig gepubliceerd in 1988 door Platt & Warwick.